# 澳門電腦保安事故協調中心
澳門電腦保安事故協調中心，成立於2010年2月，由澳門創新科技中心管理，致力為澳門提供電腦保安事故的資訊處理、提高公眾的資訊保安意識和認知，以及為公眾及澳門企業提供電腦保安事故解決建議及咨詢服務。
中心與本地機構合作同時，並與全球保安事故協調中心組織 (Forum of Incident Response and Security Teams, FIRST) 及亞太保安事故協調中心組識 (Asia Pacific Computer Emergency Response Teams, APCERT) 成員緊密合作，交換情報和保持聯繫。

## 宗旨
促進一個更健康及安全之澳門互聯網環境。

## 服務
- 預警系統：監察全球資訊保安漏洞，在 www.mocert.org （页面存档备份，存于） 網站內，適時發佈最新的保安事件及忠告。

- 電腦保安事故支援服務：澳門電腦保安事故協調中心接受與電腦保安相關的事故報告，例如﹕網絡釣魚、惡意程式、問題網站、欺詐郵件及其他電腦保安攻擊。與此同時，澳門電腦保安事故協調中心亦接受電腦保安防護的查詢。[6]

- 推動資訊保安安全意識：澳門電腦保安事故協調中心定期舉辦公開研討會及活動[7]，議題主要是針對澳門面對之資訊保安問題，提高公眾的資訊保安意識和認知。

## 參看
- 網絡安全
- 黑客 (電腦保安)

## 相關鏈接
- 澳門電腦保安事故協調中心 （页面存档备份，存于）
- 香港電腦保安事故協調中心 （页面存档备份，存于）
- 澳門創新科技中心 （页面存档备份，存于）

## 外部連結
- 電腦保安事故協調中心運作，澳門日報
- 創新科技中心提供電腦保安服務，澳門日報
- 防範網絡攻擊十分重要 （页面存档备份，存于），華僑報
- 電腦常清潔可阻病毒擴散，澳門日報，2010年7月27日
- 防範網絡攻擊十分重要 （页面存档备份，存于），華僑報，2010年7月27日
- 電腦保安事故協調中心今起運作 （页面存档备份，存于），澳廣視新聞，2010年2月8日